# Famille de la sécrétine
Les hormones glucagon / GIP / sécrétine / VIP constituent une famille d'hormones peptidiques à évolution constante qui régulent l'activité des récepteurs couplés aux protéines G de la famille des récepteurs de la sécrétine. 
Un certain nombre d'hormones polypeptidiques, principalement exprimées dans l'intestin ou le pancréas, appartiennent à un groupe de ces peptides structurellement apparentés,. Une de ces hormones, le glucagon, est largement distribuée et produite dans les cellules alpha des îlots  de Langerhans du pancréas. Il affecte le métabolisme du glucose dans le foie en inhibant la synthèse du glycogène, en stimulant la glycogénolyse et en renforçant la gluconéogenèse. Il augmente également la mobilisation du glucose, des acides gras libres et des corps cétoniques, métabolites produits en excès dans le diabète sucré. Le glucagon est produit, comme d’autres hormones peptidiques, sous forme d’un plus grand précurseur (préproglucagon), qui est scindé pour produire le glucagon, le glucagon-like peptide-1 (GLP-1), le glucagon-like peptide-2 (GLP-2) et la glicentine. La structure du glucagon lui-même est entièrement conservée chez toutes les espèces de mammifères chez lesquelles il a été étudié. Parmi les autres membres du groupe structurellement similaires, on peut citer la sécrétine, le peptide inhibiteur gastrique, le peptide intestinal vasoactif (VIP), la pré-albumine (transthyrétine), le peptide HI-27 et le facteur de libération de l'hormone de croissance. 

## Hormones humaines de cette famille
ADCYAP1 ; GCG ; GHRH ; GIP ; SCT ; VIP ; 